# Properigea oziphona
Properigea oziphona är en fjärilsart som beskrevs av Dyar 1916. Properigea oziphona ingår i släktet Properigea och familjen nattflyn. Inga underarter finns listade i Catalogue of Life.